# Ubirajara
Ubirajara é um município brasileiro do estado de São Paulo. Sua população estimada em 2024 era de 5.265 habitantes. O município é formado pela sede e pelo distrito de Areia Branca.

## História

### Formação territorial-administrativa
Histórico da formação do município:
- Distrito criado com a denominação de Caçador, no município de São Pedro do Turvo, pela Lei nº 2.298, de 26/11/1928.
- Denominação alterada para Ubirajara pelo Decreto-Lei nº 14.334, de 30/11/1944.
- Município criado pela Lei nº 233, de 24/12/1948.

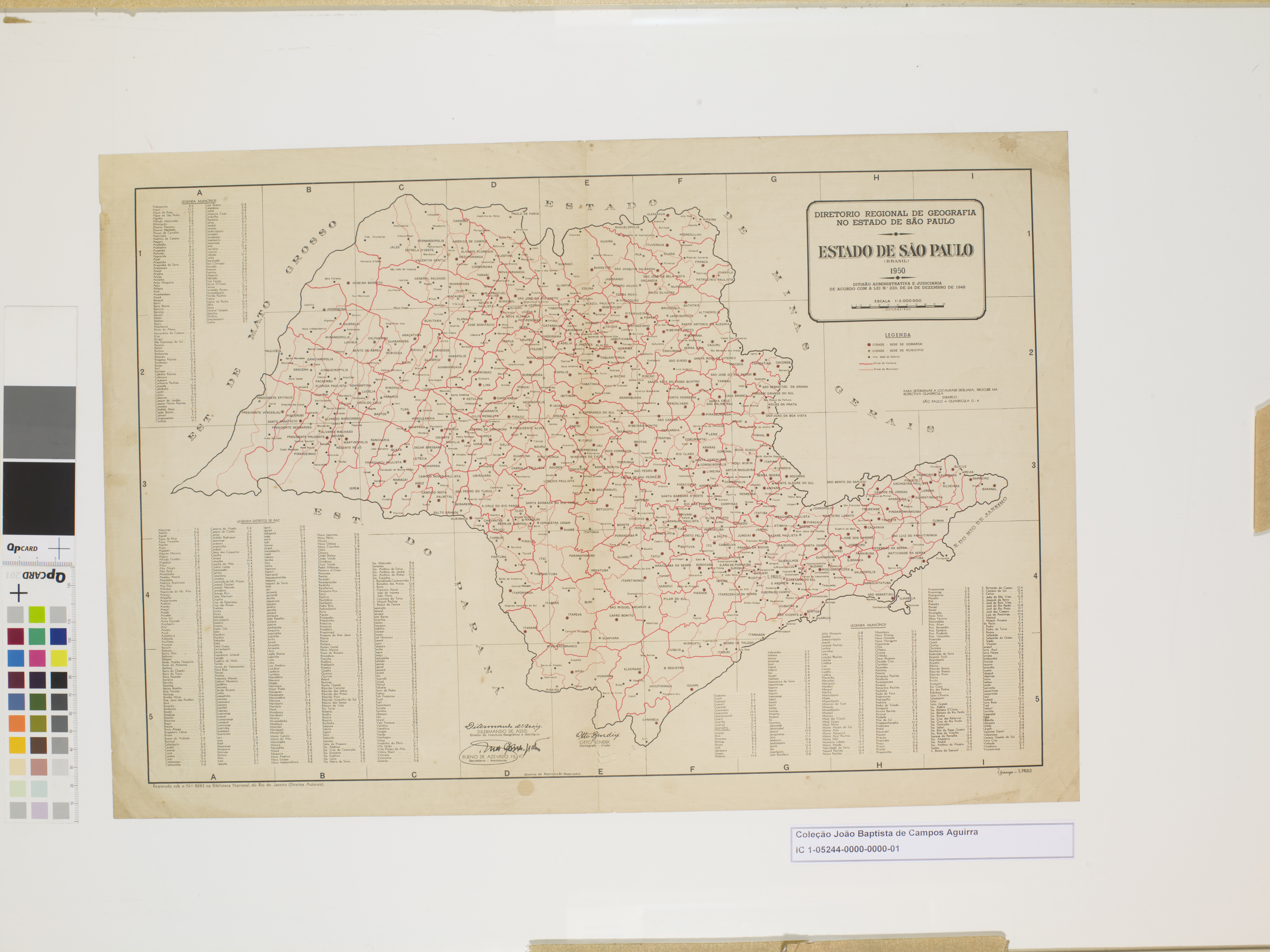
Estado de São Paulo (1948).

## Geografia
Localiza-se a uma latitude 22º31'36" sul e a uma longitude 49º39'47" oeste, estando a uma altitude de 499 metros. Possui uma área de 284,86 km².

## Demografia

### População
| Crescimento populacional                             | Crescimento populacional | Crescimento populacional | Crescimento populacional |
| Ano                                                  | População Total          |                          | %±                       |
| ---------------------------------------------------- | ------------------------ | ------------------------ | ------------------------ |
| 1950                                                 | 5 517                    |                          | —                        |
| 1958                                                 | 5 392                    |                          | −2,3%                    |
| 1960                                                 | 5 545                    |                          | 2,8%                     |
| 1970                                                 | 4 883                    |                          | −11,9%                   |
| 1980                                                 | 4 225                    |                          | −13,5%                   |
| 1991                                                 | 4 191                    |                          | −0,8%                    |
| 2000                                                 | 4 156                    |                          | −0,8%                    |
| 2010                                                 | 4 427                    |                          | 6,5%                     |
| 2022                                                 | 5 132                    |                          | 15,9%                    |
| Est. 2024                                            | 5 265                    | [ 9 ]                    | 2,6%                     |
| Fontes: Censos Demográficos IBGE e Estimativas SEADE |                          |                          |                          |

## Economia
Na economia, a agricultura é predominantemente, em sua maioria a mandioca e a laranja. Possui 03 indústrias de farinha de mandioca, uma fabrica de botas artesanal.

## Infraestrutura

### Comunicações
O sistema de telefones automáticos foi inaugurado na cidade em 1982 pela Telecomunicações de São Paulo (TELESP), que também implantou o sistema de discagem direta à distância (DDD) em 1988 com o código de área (0144). Anteriormente a cidade era atendida pela Companhia de Telecomunicações do Estado de São Paulo (COTESP).
Na década de 90 o código DDD da cidade foi alterado para (014), para padronização do sistema telefônico com a telefonia celular que estava sendo implantada em todo o estado.

### Educação
O município tem duas escolas municipais e uma estadual.

## Cultura e lazer

### Esportes
O município de Ubirajara tem o projeto de futebol "Bom de Bola Bom de Escola", tendo sido campeão regional em diversas categorias. O Futsal feminino foi Campeão das Escolas Estaduais em 2006, em Barretos.

## Religião
O Cristianismo se faz presente na cidade da seguinte forma:

### Igreja Católica
- A igreja faz parte da Diocese de Ourinhos.[18]

### Igrejas Evangélicas
Entre as igrejas protestantes históricas, pentecostais e neopentecostais, encontram-se na cidade:
- Assembleia de Deus Ministério do Belém.[21][22]
- Congregação Cristã no Brasil.[23]